# Абакшино (Вологодская область)
Аба́кшино — деревня в Вологодском районе Вологодской области.
Входит в состав Майского сельского поселения (с 1 января 2006 года по 8 апреля 2009 года входила в Октябрьское сельское поселение), с точки зрения административно-территориального деления — в Октябрьский сельсовет.
Расположена на левом берегу реки Вологды, в 12 км к северо-западу от областного центра. Ближайшие населённые пункты: деревни Обсаково, Кишкино, село Молочное. Ближайшие населённые пункты — Обсаково, Дятькино, Мольбища, Кожино.
В деревне есть три улицы:
- Молодёжная
- Панкратова
- Рабочая

По переписи 2002 года население — 120 человек (53 мужчины, 67 женщин). Всё население — русские.

## Уроженцы
В Абакшино родился Александр Константинович Панкратов (1917—1941) — Герой Советского Союза, первым в истории закрывший собой вражескую амбразуру.